# Lausitzer und Mitteldeutsche Bergbau-Verwaltungsgesellschaft

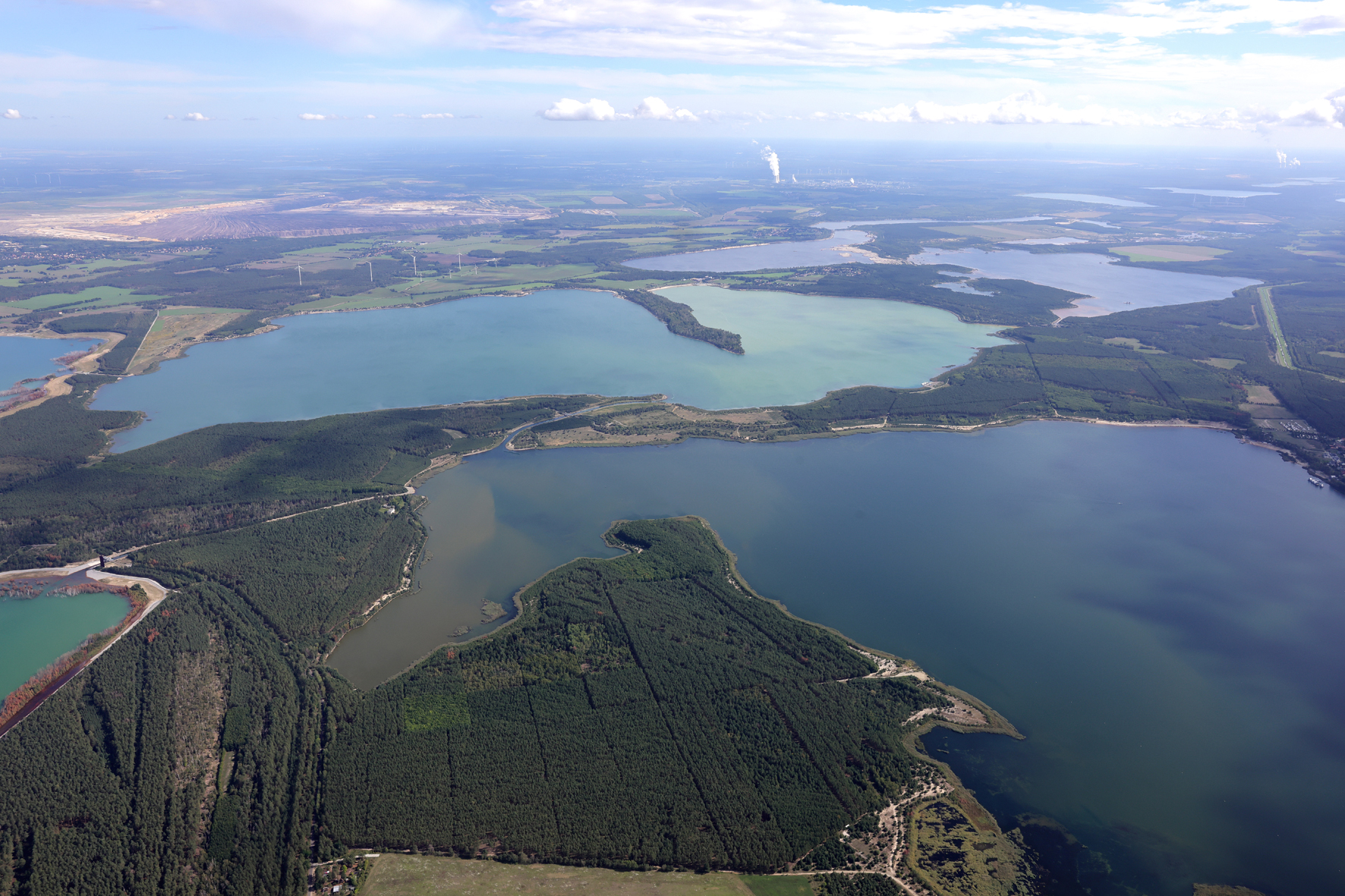
Ein Teil des Lausitzer Seenlandes aus der Vogelperspektive

Die Lausitzer und Mitteldeutsche Bergbau-Verwaltungsgesellschaft mbH (LMBV) mit Hauptsitz in Senftenberg ist die Projektträgerin der ostdeutschen Bergbausanierung. Sie schafft langfristig die Voraussetzungen für eine umfassende Umstrukturierung und Gesundung der einstigen Braunkohlenregionen. Seit über 25 Jahren saniert die LMBV im Auftrag von Bund und Ländern die Hinterlassenschaften des DDR-Braunkohlenbergbaus in den Revieren der Lausitz und Mitteldeutschlands sowie des Kali-, Spat- und Erzbergbaus in Sachsen-Anhalt, Sachsen und Thüringen. Die Verwahrung stillgelegter Bergwerke ist seit Mitte 2014 ebenfalls ein Sanierungsbereich der LMBV. Sie befindet sich im Besitz der Bundesrepublik Deutschland, vertreten durch das Bundesministerium der Finanzen (BMF).
Die Zentrale der LMBV befindet sich am Standort Senftenberg im Lausitzer Revier. Weitere Standorte befinden sich in Leipzig (Betrieb Mitteldeutschland) und in Sondershausen (Betrieb Kali-Spat-Erz).

## Geschichte
Die Geschichte der LMBV beginnt mit dem Privatisierungsprozess der ehemaligen Braunkohlekombinate BKK Bitterfeld und BKK Senftenberg in den ostdeutschen Kohlerevieren. Die LMBV wurde am 9. August 1994 von der Treuhandanstalt als Gesellschaft für den Auslauf- und Sanierungsbergbau in den Braunkohlenregionen der Lausitz und Mitteldeutschlands gegründet. Zuvor nahmen die Lausitzer Bergbau-Verwaltungsgesellschaft (LBV) bzw. die Mitteldeutsche Bergbau-Verwaltungsgesellschaft (MBV) die Aufgaben der Sanierung und Wiedernutzbarmachung in den Revieren wahr. Seit dem 1. Januar 1995 übernahm zudem die Lausitzer und Mitteldeutsche Bergbau-Verwaltungsgesellschaft mbH (LMBV) als Holding in Berlin (dort bis 2006) die gezielte Beendigung des nichtprivatisierbaren auslaufenden Braunkohlenbergbaus, die Bewältigung der Bergbaualtlasten in der Lausitz und in Mitteldeutschland sowie die Verwertung der sanierten Liegenschaften.
Die LMBV ist ein Unternehmen der öffentlichen Hand, das sich heute im Besitz des Bundes (Gesellschafter BMGB für die Treuhandanstalt und später das BMF) befindet. Am 22. Dezember 1995 fusionierten MBV und LBV mit der Holding LMBV; die ehemaligen Revierstrukturen wurden durch eine länderbezogene Organisation des Unternehmens abgelöst. Ende 1999 wurden planmäßig die letzten Produktionsstätten außer Betrieb genommen. Seit der Verschmelzung der BMGB auf die LMBV im Jahr 2000 ist die Bundesrepublik Deutschland alleiniger Gesellschafter der LMBV. Das Bundesministerium der Finanzen nimmt die Rolle des Gesellschafters wahr.
Die Tätigkeit der LMBV erstreckte sich zunächst auf die Leitung und Koordinierung des auslaufenden Braunkohlenbergbaus in der Lausitz und in Mitteldeutschland. Abschlussbetriebspläne wurden erstellt und die Auslaufbetriebe auf die bergbauliche Sanierung ausgerichtet. Die letzten Produktionsstätten wurden Ende 1999 außer Betrieb genommen. Zum Beginn dieses Jahrhunderts rückte der Sanierungsbergbau und die anschließende Verwertung in den Mittelpunkt der Tätigkeit des Unternehmens.
Zum Schutz der Erdoberfläche verfüllt und sichert der LMBV-Sanierungsbereich Kali-Spat-Erz, vormals als GVV eine Tochtergesellschaft der LMBV, die untertägigen Grubenhohlräume im Bereich der stillgelegten Kali-, Spat- und Erzbergwerke im Osten Deutschlands. Am 8. September 2014 erfolgte die Eintragung der Verschmelzung der GVV auf die LMBV in das Handelsregister. Die Aufgaben der GVV werden seitdem in der LMBV im Bereich Kali-Spat-Erz fortgeführt. 1992 war die GVV – Gesellschaft zur Verwahrung und Verwertung von stillgelegten Bergwerksbetrieben mbH – mit Sitz in Erfurt gegründet worden. Die LMBV war bis 2014 alleinige Gesellschafterin der GVV. 2014 wurde die GVV auf die LMBV verschmolzen und erfüllt fortan ihren Auftrag als eigener Bereich innerhalb der LMBV.

## Finanzierung
Die LMBV wird im Wesentlichen von der Bundesregierung (Bundesfinanzministerium) über Zuwendungen aus dem Bundeshaushalt finanziert. Die Bundesländer Brandenburg, Sachsen, Sachsen-Anhalt und Thüringen beteiligen sich an der Grundsanierung mit 25 Prozent. Die Investitionssumme betrug bisher etwa 12 Milliarden Euro.
Der Beginn der Braunkohlesanierung ab 1991 zielte mit Arbeitsbeschaffungsmaßnahmen (ABM) für Zehntausende einerseits auf die zügige Beseitigung besonders eklatanter Umweltbelastungen und die Revitalisierung industriell-gewerblich vorgenutzter Flächen, andererseits auf möglichst große Beschäftigungswirkungen. Mit dem Abschluss des ersten Verwaltungsabkommens über die Regelung zur Finanzierung der Beseitigung der ökologischen Altlasten (VA I) im Jahr 1992 wurde ein wichtiger Meilenstein für die langfristig kontinuierliche Gestaltung der Prozesse vor allem in der Braunkohlesanierung gesetzt.
Nach dem Ersten ergänzenden Verwaltungsabkommen von 1998 (VA II), dem VA III von 2002, dem VA IV von 2007, dem VA V von 2012 und dem VA VI von 2017 sichert ab 2023 das Sechste ergänzende Verwaltungsabkommen (VA VII) die Kontinuität der Braunkohlesanierung für fünf weitere Jahre.
Das derzeit laufende Abkommen VA VII vom 8. Dezember 2022 für die Jahre 2023 bis 2027 hat ein Finanzvolumen von 1,44 Milliarden Euro.

## Aufgaben der Bergbausanierung

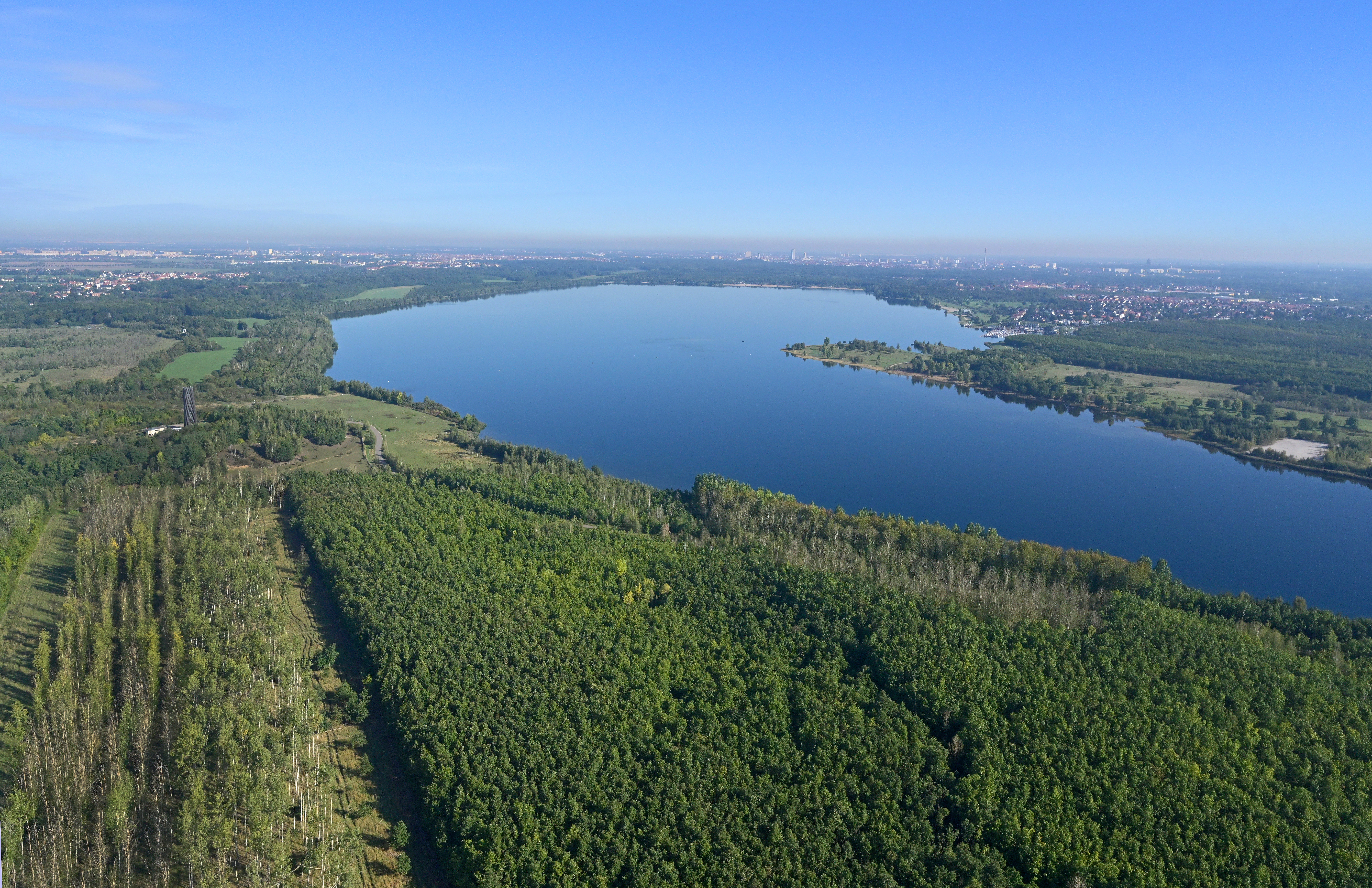
Blick auf den Cospudener See

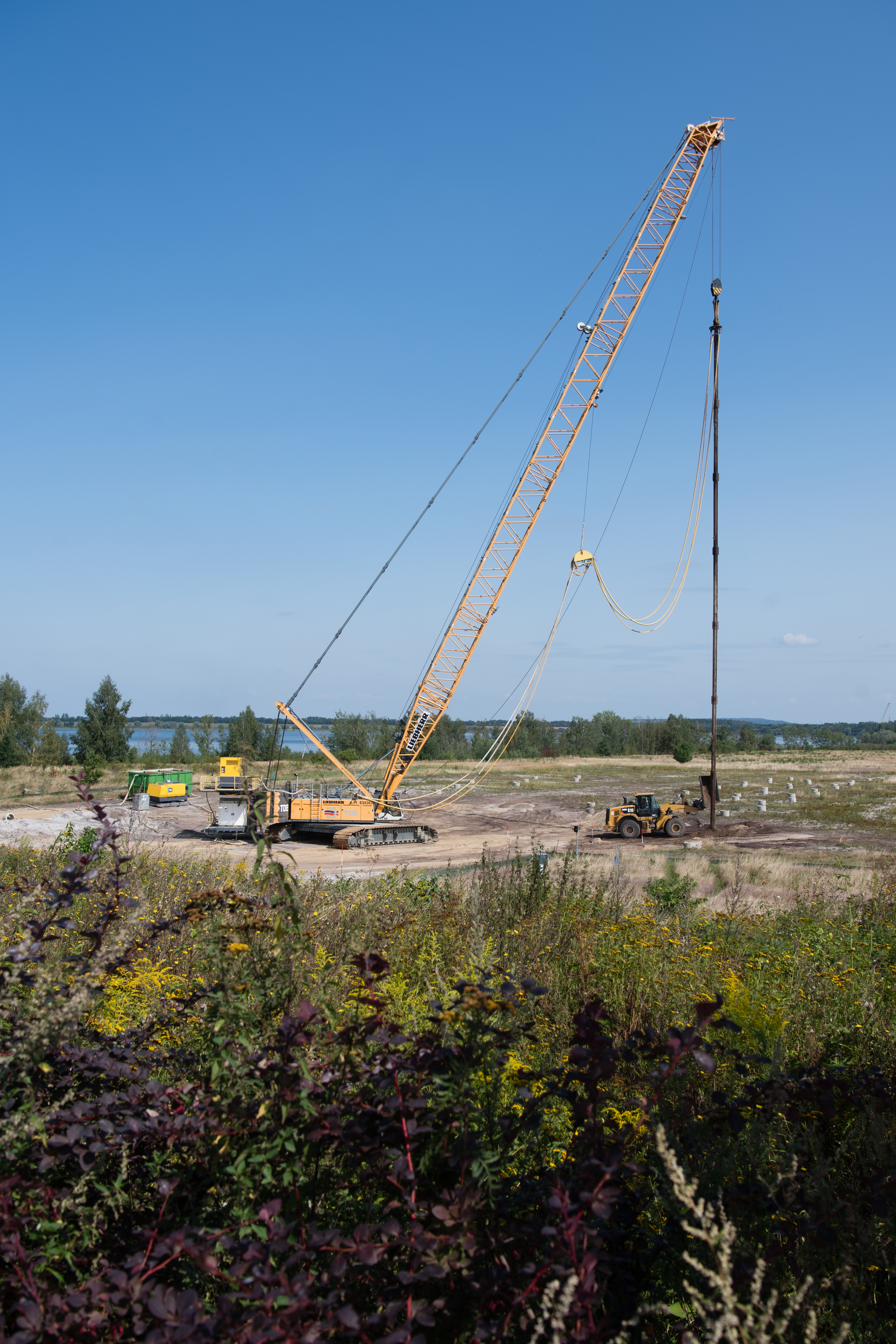
Rüttelstopfverdichtung als Tiefenverdichtung am Speicherbecken Borna im August 2021

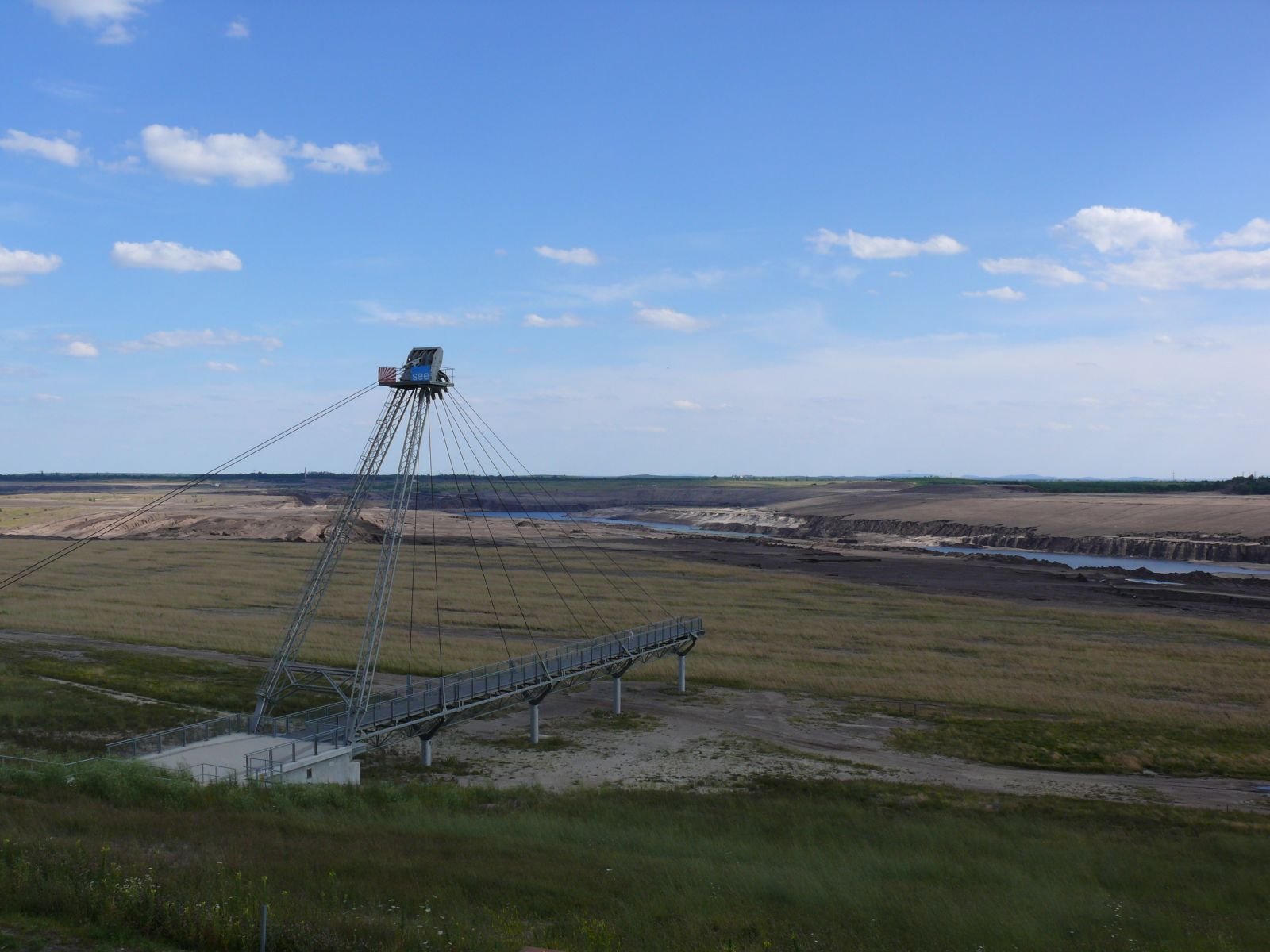
Der Großräschener See in seiner Entstehungsphase 2009

Die vielschichtigen Aufgaben der Braunkohlesanierung wurden und werden in einem dreistufigen System bewältigt. Über die erste Ebene, den Steuerungs- und Budgetausschuss für die Braunkohlesanierung (StuBA), der sich paritätisch aus je vier Mitgliedern des Bundes und der Braunkohleländer Brandenburg, Sachsen, Sachsen-Anhalt und Thüringen zusammensetzt, wird der Gesamtprozess koordiniert.
Auf der zweiten Ebene agiert die Lausitzer und Mitteldeutsche Bergbau-Verwaltungsgesellschaft mbH (LMBV), deren Arbeit von vier „Regionalen Sanierungsbeiräten“ begleitet wird, die zur Sicherung der Interessen der jeweiligen Bundesländer Einfluss auf die Prioritätensetzung bei der Sanierung nehmen.
Die LMBV ist ein Unternehmen des Bundes, das die Flächen des stillgelegten Braunkohlenbergbaus in den neuen Bundesländern saniert, wiedernutzbar macht und anschließend verkauft. Schließlich erfolgt auf der dritten Ebene die Umsetzung der Sanierungsmaßnahmen durch Unternehmen der privaten Wirtschaft.
In Revieren der Lausitz und in Mitteldeutschland ist in Verantwortung der LMBV eine Vielzahl von neuen künstlichen Seen entstanden, darunter etwa 50 größere Bergbaufolgeseen. Noch nicht alle Seen sind vollständig geflutet; bei einigen wird es noch Jahrzehnte dauern. Durch die Flutung der Bergbaufolgeseen sind das Lausitzer Seenland und Leipziger Neuseenland geschaffen worden.
Von 39 großen Braunkohle-Tagebauen, die Anfang der 1990er Jahre im Osten Deutschlands noch in Betrieb waren, wurden 7 privatisiert. Weitere 32 wurden durch die LMBV abgewickelt, gesichert und saniert. Zu diesen Tagebauen gehören:
- Berzdorf
- Bluno
- Breitenfeld
- Burghammer
- Cospuden
- Goitzsche (Goitsche)
- Espenhain
- Heide VI
- Golpa Nord („Ferropolis“)
- Gräbendorf
- Greifenhain
- Gröbern
- Großkayna
- Holzweißig-W
- Klettwitz-Nord
- Koschen
- Laubusch
- Lauchhammer
- Lohsa II
- Meuro
- Nachterstedt
- Olbersdorf
- Rösa
- Skado
- Schlabendorf-Nord
- Zwenkau

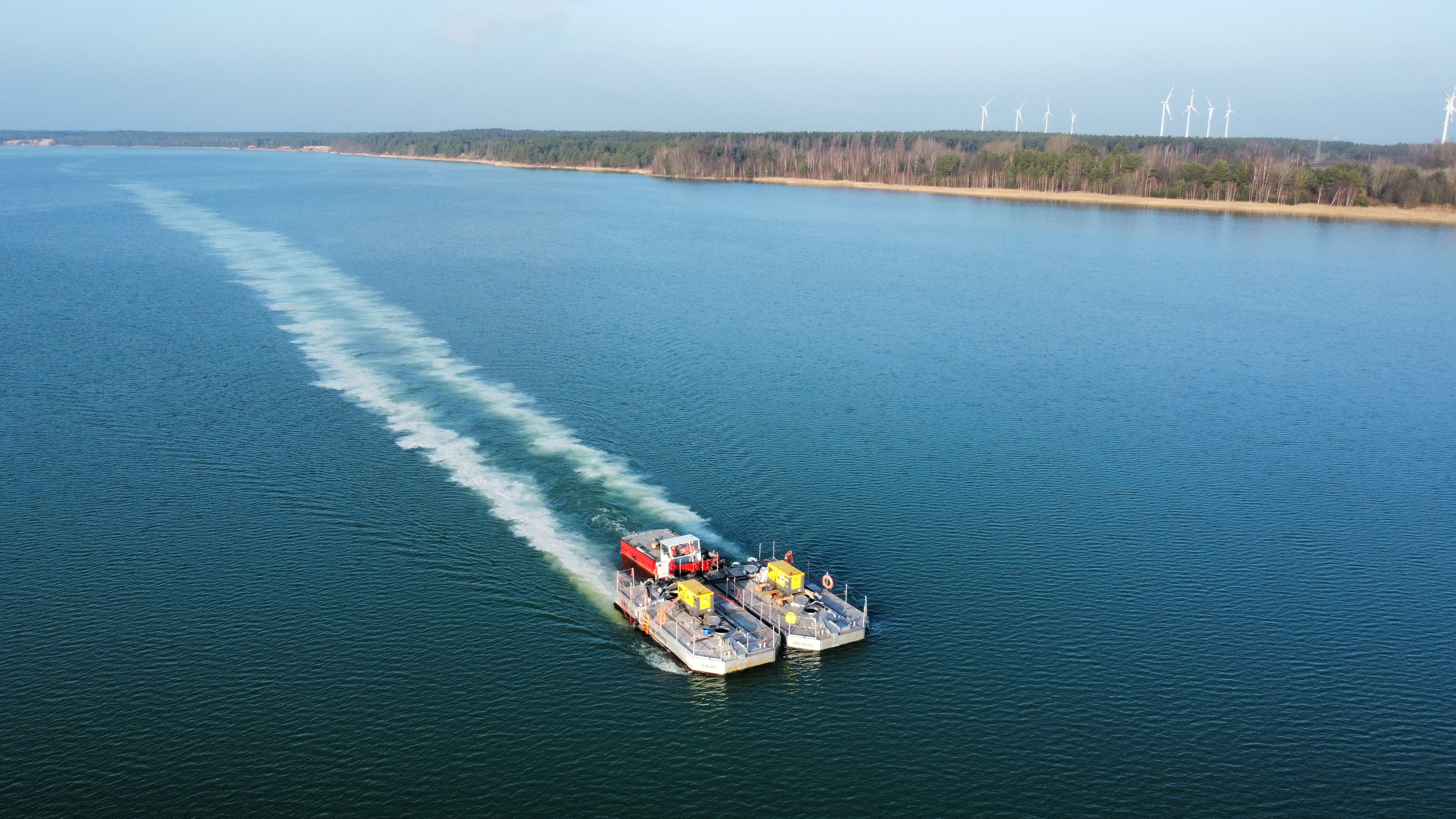
Gewässerkonditionierung des Scheibe-Sees

Die Aufgaben der LMBV umfassen im Wesentlichen die folgenden Schwerpunkte:
- Wiedernutzbarmachung der vom Braunkohlenbergbau in Anspruch genommenen Flächen
- Betreiben des Sanierungsbergbaus als bergrechtlich verantwortliche Projektträgerin inklusive Planung, Ausschreibung, Vergabe, Kontrolle und Abnahme der Sanierungsarbeiten mit dem Ziel der Beendigung der Bergaufsicht
- Verwahren von untertägigen Bergwerken des stillgelegten Kali-, Spat- und Erzbergbaus
- Verwertung und Vermarktung der für Folgenutzungen aufbereiteten Liegenschaften mit dem Ziel der Wiedereingliederung in den Natur- und Wirtschaftskreislauf, um unter anderem Arbeitsplätze anzusiedeln
- Planen und Durchführen von Gefahrenabwehrmaßnahmen gegen die Folgen des nachbergbaulichen, natürlichen Grundwasserwiederanstiegs
- Projektträgerschaft im Auftrag der Länder für nachnutzungsorientierte Projekte

Die LMBV ist Projektträgerin der Sanierung und in vielen Fällen auch der sich anschließenden Aufwertungsmaßnahmen zur Gestaltung der Bergbaufolgelandschaften. Dazu plant sie die notwendigen Sanierungsschritte, erarbeitet die entsprechenden Genehmigungsanträge, führt die Ausschreibung durch, entscheidet über die Vergabe der Leistungen, hat das Projektmanagement bei der Baudurchführung inne und kontrolliert die Ergebnisse sowie die Verwendung der finanziellen Mittel. Hatte das Unternehmen 1995 noch über 11.000 Beschäftigte, werden die Aufgaben heute von rund 700 Mitarbeitern an drei Standorten erledigt.

### Grundsanierung im Braunkohlebergbau
Die bergbauliche Grundsanierung erfolgt im Rahmen der Rechtsverpflichtung der LMBV. Bei den dabei zu erbringenden Leistungen handelt es sich insbesondere um die landseitige Verdichtung bzw. die Bewegung großer Erdmassen innerhalb der ehemaligen Tagebaue. Hauptleistungen der Bergbausanierung sind:
- die Verfüllung von Restlöchern und die Anstützung von Böschungen
- die Verdichtung von Massen in gekippten Bereichen durch einschlägige Verdichtungstechnologien
- den Abbruch von Industrieanlagen
- die Demontage und Verschrottung von Tagebaugroßgeräten und anderer Technik
- die Sanierung von Altlastenverdachtsflächen
- die Aufforstung auf schwer rekultivierbaren Kippenböden
- die Herstellung landwirtschaftlicher Nutzflächen auf geeigneten Arealen
- die Flutung von Tagebaurestlöchern und die Entwicklung und nachhaltige Gewährleistung einer bedarfsgerechten Qualität des Wassers in den entstandenen Bergbaufolgeseen.

Dazu zählen aber auch die Verfüllung untertägiger Grubenbaue, der Bau von Wirtschaftswegen und die Errichtung von Wasserbauwerken zur Flutung der Restlöcher, Ableitung des Überschusswassers und Schaffung hydrologischer Verbindungen zwischen Tagebauseen. In der bergbaulichen Grundsanierung ist bereits ein sehr fortgeschrittener Stand erreicht. Bei der Massenbewegung zur Gestaltung der Tagebaubereiche wurden bisher mehr als eine Milliarde Kubikmeter umgesetzt, für die Sicherung von Kippen und Böschungen wurden ebenfalls mehr als eine Milliarde Kubikmeter Massen verdichtet. Die Demontage und Abbruchleistungen sind fast abgeschlossen, Rekultivierungsleistungen werden bis zum Abschuss realisiert. Basis zur Finanzierung all dieser Arbeiten ist der §2 des Verwaltungsabkommens zur Braunkohlesanierung. Für die Sanierung und Rekultivierung der stillgelegten Tagebaue wurden mehr als 1,7 Milliarden Kubikmeter Massen bewegt.

#### Herstellung der Geotechnischen Sicherheit
Zahlreiche Flächen des ehemaligen Tagebaubetriebes sind aus Kippenmaterial verschiedener Herkunft und Verkippungstechnologien aufgebaut. Dementsprechend unterschiedlich ist die Standsicherheit der Böschungen und Innenkippen. Es ist Aufgabe der Geotechnik, anhand der verfügbaren Unterlagen aus der Zeit des aktiven Bergbaus, von Grundwassermessungen und Bodenuntersuchungen (geotechnische Sondierungen) die Beschaffenheit des Untergrundes zu beurteilen. Nur wenn der Untergrund tragfähig und standsicher ist, kann das Ziel des Sanierungsbergbaus – die Wiedernutzbarmachung der für den Braunkohleabbau in Anspruch genommenen Flächen – erreicht werden.
Die Abteilungen Geotechnik der LMBV bearbeiten dazu die geotechnischen Problemstellungen, die im Zusammenhang mit der Planung, Begleitung und Dokumentation von bergbaulichen und wasserwirtschaftlichen Sanierungsmaßnahmen anfallen. Auf Basis geotechnischer Gutachten zur Böschungssicherung und -gestaltung, der Grundwassermodellierung sowie der Planung wasserwirtschaftlicher Anlagen werden die notwendigen Grundlagen erbracht.
Die Abteilungen Geotechnik der LMBV bearbeiten folgendes Leistungsspektrum:
- Bewertung und Umsetzung von Bodenmechanischen Standsicherheitsuntersuchungen sowie Fachgutachten
- Geotechnische Fach- und Prozessplanung für die Sanierungsmaßnahmen
- Erarbeitung und Bewertung hydrologischer Berechnungen
- Grundwassermodellierung und Erstellung von Wasserbilanzen
- Montanhydrologisches Grund- und Oberflächenwassermonitoring
- Bewertung und Umsetzung von gütewirtschaftlichen Untersuchungen
- Erarbeitung geotechnischer Unterlagen für Genehmigungsverfahren
- Baubegleitende geotechnische Beratung, Fachbauleitung sowie geotechnische Bauüberwachung
- Überführung neuer Prozesstechnologien in die Sanierungspraxis
- Geotechnische Kontrollen durch Fachpersonal und Auswertung/Umsetzung geotechnisches Monitoring[6]

Zum Herstellen der geotechnischen Sicherheit an Böschungen und auf Innenkippenflächen werden entsprechend der vorherrschenden Morphologie sowie der geplanten Nachnutzung verschiedene Verfahren angewendet, um den Boden zu verdichten und diesen damit dauerhaft standsicher und tragfähig zu machen.
Verdichtungsverfahren:
Die Verdichtung von Böschungen (Herstellung versteckter Dämme) und Kippen bildet bei der Wiedernutzbarmachung und Rekultivierung ein zentrales Element, denn erst durch sie wird der Boden für nachfolgende Nutzungen sicher. Die Gefahr von Bodenverflüssigungsereignissen (z. B. Rutschungen) wird damit auf ein vertretbares Maß reduziert bzw. beseitigt.

„Als Rutschung bezeichnen die Geotechniker eine geometrische Lageveränderung an einer Böschung oder an einem Böschungssystem infolge von Schwerkrafteinwirkung. Eine besondere Form der Rutschung ist das Setzungsfließen, das im Bereich von geschütteten Böschungen infolge einer spontanen Verflüssigung des Bodens auftritt. Voraussetzung für dieses Phänomen ist ein gleichförmiger sandiger Kippenboden, der locker gelagert und durch hoch anstehendes Grundwasser gesättigt ist. Die spontane Verflüssigung wird durch ein Initial – eine Erschütterung oder manchmal auch durch Eigenlast – ausgelöst. Das Bodengefüge bricht dann zusammen, der Porenwasserdruck im Boden steigt, das Korngefüge des Kippenbodens verliert seine Festigkeit und fließt förmlich davon.
Größere Rutschungen an Abraumkippen und Böschungen gab es bereits mit Beginn der Industrialisierung Anfang des 20. Jahrhunderts. Der Gefahr, Bodenbewegungen ausgesetzt zu sein, begegneten Bergleute somit von Anfang an. Eine großräumige bergmännische „Wasserhaltung“, die Zurückhaltung des Wassers aus den Gruben, sorgte für mehr Stabilität in den Kippen. Mit dem Fortschreiten des Grundwasseranstiegs in den Braunkohlesanierungsgebieten haben sich in den vergangenen Jahren nach dem Grundbruch von Spreetal im Jahr 2010, insbesondere im Nordraum des Lausitzer Reviers, neue geotechnische Herausforderungen durch weitere Geländeeinbrüche und Setzungsfließen ergeben. Dies hatte zur Folge, dass durch die zuständigen Behörden erneut großflächige Sperrungen von über 20.000 Hektar vorgenommen werden mussten – überwiegend auf Kippenflächen, die bereits zur Nutzung freigegeben waren.“

Um die Gefahr von Verflüssigungen zu mindern, müssen die Strukturen im Boden verändert werden. Dazu ist ein Eingriff in das Korngefüge der Erde notwendig. Die bisherigen Sanierungserfahrungen zeigen, dass dynamische Verdichtungsverfahren effektiv und wirtschaftlich sind. Bei der Wahl des Verdichtungsverfahrens sind verschiedene Rahmenbedingungen zu berücksichtigen wie Geologie, Hydrologie, Vegetation und Bebauung. Bei der Verdichtung von Innenkippen sind die bereits hohen Grundwasserstände bzw. die geplanten Endwasserstände in den Restlöchern zu beachten. Hier sind die Grenzen für die Anwendung bestimmter Verfahren eng gesteckt, so sind oft Modifizierungen der Verdichtungsverfahren erforderlich. Die verschiedenen Verdichtungsverfahren, die in der Bergbausanierung Anwendung finden, werden nachfolgend vorgestellt. Die Verfahren lassen sich nach ihrer Einwirkungstiefe in den Boden einteilen:
| Tiefenverdichtung | Oberflächennahe Verdichtung | Oberflächenverdichtung |
| --- | --- | --- |
| Tiefenverdichtungsverfahren kommen in geotechnisch sensiblen Bereichen zum Einsatz. Dabei soll eine Sicherheit vor Rutschungen geschaffen werden, indem die Lagerungsdichte der Bodenpartikel bis zu einer größeren Tiefe erhöht wird. Dies betrifft künstlich aufgeschüttete Böden, die infolge von Grundwasserwiederanstieg setzungs-, verflüssigungs bzw. sackungsgefährdet sind. | Oberflächennahe Verdichtungsverfahren werden in der Sanierung von Kippenflächen meist in Ergänzung zur Tiefenverdichtung eingesetzt. Die Tiefenverdichtung verliert technisch bedingt an der Erdoberfläche an Wirkkraft. Deshalb erzielen bei geringen Tiefen andere, oberflächennahe Verfahren bessere Verdichtungsergebnisse. | Die Oberflächenverdichtung kommt vor allem nach Tiefenverdichtungen oder der schonenden Sprengverdichtung zum Einsatz. Mit Walzenfahrzeugen kann die Erdoberfläche zwischen einem und fünf Metern Tiefe verdichtet werden. In der Bergbausanierung kommt sie zum Einsatz, wenn die Tragfähigkeit des Bodens für Nutzungen sichergestellt werden muss. |
| VERFAHREN: - Rütteldruckverdichtung - Rüttelstopfverdichtung - (schonende) Sprengverdichtung | VERFAHREN: - Fallgewichtsverdichtung - Impulsverdichtung - leichte Rütteldruckverdichtung | VERFAHREN: - Polygonwalzenverdichtung - Stampffußwalzenverdichtung - Glattwalzenverdichtung |

#### Altlastensanierung
Der Rückbau ehemaliger Veredlungsanlagen der Braunkohlenindustrie und die Altlastensanierung sind wesentliche Voraussetzungen für die künftige Nutzung ehemals industriell genutzter Flächen. Dazu gehören auch die Sanierung von Teerablagerungen sowie chemisch hoch belasteter Grundwasserkörper.
Die Arbeit der LMBV reicht von der Erkundung und Erfassung der Altlast über die vollständige Projektierung komplexer Rückbaumaßnahmen bis hin zur Sanierungsbegleitung sowie umfassenden Qualitätssicherung. Einen besonderen Aspekt bilden zudem die Umweltüberwachung sowie emissionsbegrenzende Maßnahmen im Sanierungsprozess.
Aufgaben:
- Erfassung und Erkundung von Altlastenverdachtsflächen
- Sanierungsuntersuchungen
- Entwicklung spezifischer Sanierungstechnologien
- Sanierung kontaminierter Flächen
- Rückbau industrieller Altlasten
- Verwertung industrieller Abprodukte
- Qualitätssicherung und Immissionsschutz
- Sanierungsnachsorge u. a. durch kontinuierliches Grundwassermonitoring[9]

#### Gemeingebrauch
Nachdem die vom Bergbau beanspruchten Flächen durch die LMBV saniert wurden, sollen sie wieder der Allgemeinheit übergeben werden. Die entstandenen Tagebauseen aber auch rekultivierte Flächen stehen grundsätzlichen allen Menschen zur Nutzung offen. Ein Teil der Liegenschaften kann dabei auch verkauft oder an die anliegenden Kommunen übertragen werden.
Die gesetzlichen Regelungen variieren zwischen den Bundesländern. In Sachsen wird eine Zulassung zum Allgemeingebrauch durch den zuständigen Landkreis erteilt, indem dieser eine Allgemeinverfügung erlässt. Die Allgemeinverfügung regelt den Umfang und die Zulässigkeit von Nutzungen der Seewasserflächen. Diese Nutzungen umfassen das Baden, Tränken, Schöpfen mit Handgefäßen, Befahren mit kleinen Wasserfahrzeugen ohne maschinellen Antrieb, Einleiten von nicht verunreinigten Quell-/Grundwasser und Niederschlagswasser, das nicht aus gemeinsamen Anlagen eingeleitet oder von gewerblich genutzten Flächen abgeleitet wird, sowie das Einbringen von Stoffen wie Fischereigeräten und der Fischnahrung zu Zwecken der Fischerei.
Jegliche Nutzungen liegen im Geltungsbereich des Abschlussbetriebsplanes für den jeweiligen Braunkohlentagebau.
Entsprechend Bundesberggesetz (BBergG) § 69 (2) endet die Bergaufsicht nach Durchführung des Abschlussbetriebsplanes (§ 53) oder entsprechender Anordnungen der zuständigen Behörde (§ 71 Abs. 3) zu dem Zeitpunkt, in dem nach allgemeiner Erfahrung nicht mehr damit zu rechnen ist, dass durch den Betrieb Gefahren für Leben und Gesundheit Dritter, für andere Bergbaubetriebe und für Lagerstätten, deren Schutz im öffentlichen Interesse liegt, oder gemeinschädliche Einwirkungen eintreten werden.
Vorrang vor dem Allgemeingebrauch haben die derzeit noch nicht abgeschlossenen berg- und wasserrechtlich vorgegebenen und notwendigen Sanierungsmaßnahmen an den Gewässern, welche sich im Wesentlichen noch im Verantwortungsbereich der LMBV befinden.
Die Beendigung der Bergaufsicht erfolgt nach Abschluss aller Sanierungsmaßnahmen entsprechend Abschlussbetriebsplan. Durch die LMBV erfolgt die Einreichung der Abschlussdokumentation zur Beendigung der Bergaufsicht bei der zuständigen Bergbehörde (z. B. das Sächsische Oberbergamt). Nach Prüfung der Unterlagen und einer Abschlussbefahrung erteilt das Sächsische Oberbergamt den abschließenden Bescheid zur Beendigung der Bergaufsicht.

### Wassermanagement
Um in der Lausitz in den 1980er Jahren nahezu 190 Millionen Tonnen Braunkohle pro Jahr zu gewinnen, mussten gleichzeitig rund 1,2 Milliarden Kubikmeter Wasser gehoben werden. Dadurch ist bis 1990 ein großes Grundwasserdefizit entstanden, wobei die Absenkung des Grundwassers stellenweise bis zu 100 Metern Tiefe erfolgte. Die Herausforderungen der Bergbausanierung haben darin ihren Ursprung. Für die Wiederherstellung eines ausgeglichenen Wasserhaushaltes in Mitteldeutschland und in der Lausitz ist es notwendig, die Grundwasserleiter und die Tagebauseen im Verantwortungsbereich der LMBV mit insgesamt bis zu 12,7 Milliarden Kubikmeter Wasser wieder aufzufüllen und die entstandenen Bergbaufolgeseen an die Vorflut anzuschließen. Durch Wiederauffüllung der Grundwasserleiter und durch Fremdflutung konnten bisher 10,5 Milliarden Kubikmeter Wasser zugeführt und das Defizit bis Ende 2021 auf ca. 2,1 Milliarden Kubikmeter reduziert werden. Das verbleibende Wasserdefizit setzt sich zusammen aus 0,5 Milliarden Kubikmetern für noch zu füllende Bergbaufolgeseen und 1,7 Milliarden Kubikmeter für aufzufüllende Grundwasserleiter. Nach abgeschlossener Grundsanierung an den Tagebaurestlöchern konnte bisher von den 51 größeren Tagebaurestseen bei 32 der Endwasserstand erreicht werden. Voraussetzung für den Beginn der Flutung waren umfangreiche berg- und wasserrechtliche Genehmigungen. Um die Flutung der übrigen Seen zum Abschluss zu bringen, sind noch komplexe hydrogeologische Probleme zu bewältigen.
Ein besonderer Schwerpunkt ist die Problemstellung der Eisen- und Sulfatbelastung in Bergbaufolgeseen und Fließgewässern. Ursache dafür sind die in der Lausitz natürlich vorhandenen Minerale Pyrit (auch Katzengold genannt) und Markasit, chemische Verbindungen von Eisen und Schwefel, Eisensulfid. Durch den Kontakt mit Luftsauerstoff in Folge der Grundwasserabsenkung verwittern die Eisensulfide und es entstehen Eisenhydroxid und Sulfat. Wenn das Grundwasser nach Einstellung des Bergbaus wieder steigt, werden Eisen und Sulfat großräumig in Flüsse und Seen der Lausitz exfiltriert. Die zugrundeliegende chemische Reaktion verursacht außerdem eine starke Versauerung des exfiltrierten Wassers.
Die LMBV beobachtet Lage und Entwicklung mittels Messstellen („Montanhydrologisches Monitoring“) in Brandenburg und Sachsen. Die LMBV bzw. ihre Partner bei Behörden und Kommunen beauftragten Untersuchungen, um Belastungsschwerpunkte im Zuge des Grundwasserwiederanstiegs zu ermitteln. Zur zielgerichteten Entwicklung der Wasserbeschaffenheit in den Bergbaufolgeseen liegen für beide Reviere Flutungs- und Wasserbehandlungskonzepte vor, die regelmäßig fortgeschrieben werden. Neben der Flutung der Restlöcher mit Fremdwasser werden auch alkalische Substanzen zur Konditionierung von bergbaulich beeinflusstem Wasser eingesetzt. Dies geschieht schon seit langem mittels stationärer Wasserbehandlungsanlagen, in denen Wasserströme neutralisiert werden. Solche Anlagen wurden bereits während des aktiven Bergbaus zur Konditionierung von gehobenen Grubenwässern verwendet. Weiterhin erfolgt eine Bekalkung der Bergbaufolgeseen über stationäre Anlagen oder per Schiff.

### Verwahrung Kali-Spat-Erz
Zum Schutz der Erdoberfläche verfüllt und sichert der Bereich Kali-Spat-Erz, vormals als GVV eine Tochtergesellschaft der LMBV, die untertägigen Grubenhohlräume im Bereich der stillgelegten Kali-, Spat- und Erzbergwerke der ehemaligen DDR.
Dies umfasst die Stilllegung und Verwahrung derjenigen Unternehmen in Sachsen, Sachsen-Anhalt und Thüringen, in denen untertägig Bergbau betrieben wurde und in denen die Förderung in den Jahren 1990 und 1991 aus wirtschaftlichen Gründen eingestellt werden musste. Daneben besteht die Aufgabe, die Betriebsteile – soweit möglich – einer Nachnutzung zuzuführen und die verwertbaren Vermögensteile zu privatisieren. Verwaltungsstandort des Bereiches Kali-Spat-Erz ist Sondershausen.

#### Verwahrungsmanagement
Das Verwahrungsmanagement im Bereich Kali-Spat-Erz bearbeitet mit seinen Kooperationspartnern folgende ingenieurtechnische Leistungen:
1. Verwahrkonzepte für stillgelegte Bergwerke
2. Durchführung behördlicher Genehmigungsverfahren
3. Planung und Durchführung untertägiger Sicherungs- und Verwahrmaßnahmen
  - Versatz und Flutung
  - Dammbau
  - Schachtverwahrung und Verwahrung untertägiger Hohlräume
  - Wasserhaltungsmaßnahmen
  - wasserwirtschaftliche Maßnahmen
4. Wiedernutzbarmachung von Tagesanlagen
  - Untersuchung der Nachnutzungsmöglichkeiten betrieblicher Anlagen
  - Abbruch und Demontage
  - Entflechtung der Ver- und Entsorgungssysteme
  - Nachnutzungsorientierte Sanierung ökologischer Altlasten
  - Sicherung und Rekultivierung von Halden und industriellen Absetzanlagen

#### Salzlaststeuerung
Aus den ehemaligen Halden der Abbaugebiete treten niederschlagsbedingt Haldenabwässer aus, welche in den Boden, das Grundwasser und in die Vorfluter gelangen können. Die umweltgerechte Fassung und Entsorgung dieser dauerhaft anfallenden Haldenwässer ist eine Kernaufgabe des LMBV-Unternehmensbereichs Kali-Spat-Erz.

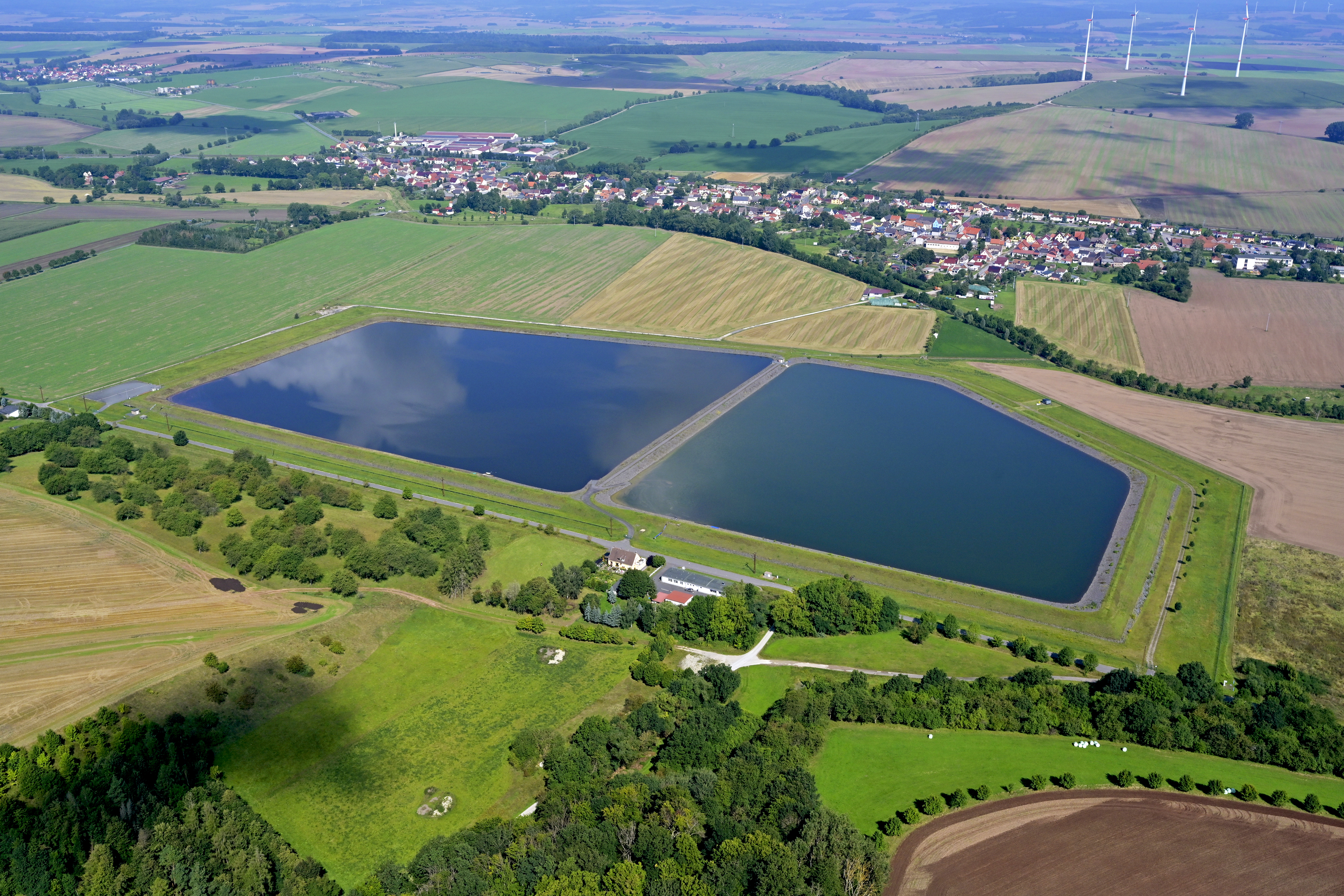
Laugenstapelbecken Wipperdorf

Im Südharz geschieht dies beispielsweise über das zentrale Laugenstapelbecken Wipperdorf. Das dortige Becken hat ein Volumen von rund 620.000 Kubikmetern und fasst auch die Sickerwässer mehrerer Halden aus dem Kalirevier Südharz. Bescheidkonform werden die Haldenabwässer dort unter Einhaltung der Überwachungswerte über das Salzlaststeuerungssystem Südharz in den Vorfluter Wipper abgeleitet. Es erfolgt ein Monitoring des Überachungswerts für NaCl von 1,5 g/l an mehreren Pegeln der Wipper. Über das Laugenstapelbecken Wipperdorf wird der Zufluss von Haldenwässern in die Wipper reguliert, sodass die Mischung aus Halden- und Flusswasser den Überwachungswert nicht überschreitet. Der Zufluss von Wässern der Halden – insbesondere der nicht abgedeckten Halde Bischofferode – hat einen vergleichsweise konstanten Anteil an Haldensickerwässern (das Durchsickern der Halden geschieht sehr langsam) und einen, im Zusammenhang mit Niederschlägen schwankenden Anteil. Bedingt durch Folgen des Klimawandels – vermehrt auftretende Starkniederschlagsereignisse und lange Trockenperioden – schwanken die anfallenden Haldenwässer sowie die mögliche Abgabemenge in die Wipper zunehmend.
Zur Verringerung des Haldenwasseranfalls an sich und der damit verbundenen Belastung gibt es verschiedenen Möglichkeiten. Eine ist die Abdeckung und Begrünung der Halden. Ein weiterer Lösungsansatz liegt in der Flutung ehemaliger Bergwerke. So geschehen in Volkenroda, wo die gefassten Haldenwässer kontrolliert nach Unter Tage geleitet werden. Mit der voraussichtlichen Beendigung der Flutung im Jahr 2023 erfolgt die umweltgerechte Entsorgung der langfristig weiterhin anfallenden Haldensickerwässer über das zentrale Laugenstapelbecken Wipperdorf. Mittels der 12 Kilometer langen Laugenleitung wird zukünftig die Haldenlauge in das Laugenstapelbecken Wipperdorf geleitet.

#### Sanierungsstandorte des Bereiches Kali-Spat-Erz
Kali:
- Staßfurt (VEB Kali- und Steinsalzbetrieb Saale – Staßfurt)
- Bischofferode (Kaliwerk Bischofferode)
- Bleicherode
- Sollstedt
- Sondershausen (Kaliwerk Glückauf Sondershausen)
- Roßleben
- Volkenroda
- Dorndorf (Krayenberggemeinde)

Spat:
- Rottleberode
- Trusetal
- Gehren
- Lengenfeld

Erz:
- Stadt Elbingerode (Harz) Bergwerk Drei Kronen & Ehrt
- Sangerhausen / Niederröblingen (Helme)
- Altenberg (Erzgebirge)
- Schönebeck